# Bradysia chlorocornea
Bradysia chlorocornea är en tvåvingeart som beskrevs av Werner Mohrig och Menzel 1992. Bradysia chlorocornea ingår i släktet Bradysia och familjen sorgmyggor. Inga underarter finns listade i Catalogue of Life.